# (74216) 1998 RX70
(74216) 1998 RX70 – planetoida z pasa głównego asteroid okrążająca Słońce w ciągu 4,39 lat w średniej odległości 2,68 j.a. Odkryta 14 września 1998 roku.